# Parvin Karimzadé
Parvin Karimzadé est une femme politique azerbaïdjanaise, membre de la V législature de l'Assemblée nationale d'Azerbaïdjan.

## Biographie
Parvin Karimzadé est née à Bakou le 3 février 1976. En 1992-1997, elle est diplômée de la faculté d'histoire de l'Université d'État de Bakou. Elle parle anglais et russe.

### Carrière
En 1997-2009, elle a travaillé comme enseignante au Département d'histoire générale de l'Université d'État de Gandja. Depuis 2013, elle est vice-recteur pour la science et l'innovation de cette université.
Elle est membre du Comité des affaires de la famille, des femmes et des enfants de l'Assemblée nationale et du Comité des sciences et de l'éducation.
Elle est membre de groupes de travail sur les relations avec les parlements de la République fédérale d'Allemagne, de la Biélorussie, de la République tchèque, de la Géorgie, de l'Inde, de la Suisse, du Kazakhstan, de la Lituanie, du Pakistan, de la Russie, de la Serbie et de la Turquie.
Parvin Karimzadé est membre des délégations azerbaïdjanaises à l'Union interparlementaire et à l'Assemblée parlementaire du Conseil de l'Europe.

### Famille
Elle est mariée et a deux enfants.